# Érdi VSE
A mai Érdi VSE (teljes nevén: Érd Városi Sportegyesület) Érd futballcsapata. Jogelődje 1921-ben alakult. Legnagyobb sikerét az 1996-97-es bajnokságban érte el, az NB II. Nyugati csoportjában harmadik helyezett lett. 2000- ben visszalépett a másodosztálytól, így három osztállyal lejjebb sorolták. Azóta a harmadik és negyedik osztály között ingázik - ahogy története során jellemző volt.

## Története
Érd legelső futballklubja 1919-ben alakult Érdi Sportclub néven. 1923-ban az Érdi Katolikus Kör csapata vette át szerepét. Ez a csapat 1937-ig létezett, amikor beolvadt az akkori Lövészegyletbe, így ősszel már Érdi Polgári Lövészegyesület Footballcsapata néven szerepelt. A labdarúgás népszerűsége okán a mai Érd területén a második világháború előtt és alatt több futballcsapat is létezett egyidőben: Érdligeti Sportklub, Tusculánum SE és KALOT. Ezek az egyesületek vagy maguktól vagy a Szövetséges Ellenőrző Bizottság határozata alapján szűntek meg.
A II. világháború után hamar újjáalakult az érdi labdarúgás: Érdi Munkás Torna Egyesület néven jött létre egy csapat. Ez a csapat, támogatótól függően, több néven is szerepelt: Érdi SZTT, Érdi DISZ, Érdi Vörös Meteor, Érdi Traktor, Érdi MEDOSZ SK néven lehet megtalálni korábbi bajnokságokban. Folytatva a hagyományokat több, úgynevezett kerületi csapat is létrejött, úgy mint az Érdligeti SE, az Ófalusi SE (Építők), az Érdi Kossuth, a Parkvárosi SE. Ezek a csapatok aztán idővel eggyéolvadtak, 1976-tól pedig Érdi Községi SE néven szerepelt a város akkor már egyetlen csapata. Az ÉKSE ekkor már jelenlegi helyén, az 1974-ben elkészült Ercsi úti pályán mérkőzött ellenfeleivel.
A csapat az 1980-as években már az NB III Duna csoportjának masszív tagja volt. Általában a középmezőnyben végzett. Az 1990-es évekre a harmadosztályba került, majd miután kétszer lemaradt a bajnoki címről (1992/93 és 1993/94), az 1994/95-es bajnokságot már megnyerték. A csapat a Nyugati csoportba került és az első évben (1995/96) a biztos bentmaradást tűzte ki célul. A rá következő évben aztán olyan gárdát sikerült összekovácsolni, amellyel az Érdi VSE eddigi legnagyobb sikerét érte el, harmadik lett a bajnokságban.
Az 1997-98-as NB II-es bajnokságot összevonta az MLSZ, a megerősített csoportban ötödik lett az érdi gárda. A rákövetkező idényben nyolcadik helyezett lett a csapat. Az 1999-2000-es bajnokságra elfogyott a pénz, a csapat eladta az indulási jogot az akkor megyei I. osztályú Dabasnak, az Érdi VSE-t pedig visszasorolták a körzeti bajnokságba.
A körzeti bajnokságot 2001-ben azonnal megnyerte a csapat, de utána megtorpant. A megyei II. osztályból csak 2006-ban sikerült feljutni. A Pest megyei I. osztályban két évet töltött az Érdi VSE. A 2007-2008-as bajnokságban harmadik lett, és mivel sem a bajnok Dunaharaszti, sem a Felsőpakony nem vállalta az NB III-at, felajánlották az Érdi VSE-nek a lehetőséget. Az egyesület élt a lehetőséggel, a 2008-2009-es bajnokságot már az NB III. Alföld csoportban kezdte. A sikeres őszi szezont követően elfogyott a lendület és nyolcadik lett az Érdi VSE.
A 2009/2010. évi versenykiírásban az Érdi VSE az NB III. Duna csoportjában az Újpest tartalékcsapata és Dunaharaszti mögött bronzérmet szerzett. A 2010/2011 bajnoki szezonban negyedik lett, a 2011/2012-es szezont viszont aranyérmesként zárta. Ennek ellenére nem játszhat az NB II-ben a következő idényben, mivel az MLSZ versenybizottsága licencproblémák miatt nem fogadta el az Érd és a Dunaharaszti nevezését. Az indulási jogot a két legjobb kieső címén a Sopron és a Honvéd II kapta meg, utóbbi zsinórban másodjára. 2015-től stabil tagja az NB3-nak,ahol azóta mindig előkelő helyen végzett azonban feljebb jutni nem sikerült. 2019-ben együttműködési szerződést kötött a csapat a Ferencvárossal. A megállapodás értelmében az Érdi VSE a Ferencváros által alkalmazott képzési és nevelési koncepció mentén fejleszti az utánpótlását.
A 2019-20-as szezonban a csapat az NBIII nyugati csoportjának első helyén volt amikor a koronavírus-járvány miatt félbeszakadt a bajnokság.Az MLSZ az aktuális helyezéseket vette figyelembe a bajnokság lezárásakor.A hivatalos közlemény szerint a klub nem tudta vállalni az NBII-t,így továbbra is a harmadosztály tagja maradt.

## Szurkolók
Régen a csapat szurkolói az Árpád Hős Magzattjai néven tevékenykedtek, ez mára megszűnt. 2006-ban egy új, fiatalokból álló szurkolói csoportosulás alakult, az elődök tiszteletére szintén egy hosszú nevet, Eszmék Bátor Harcosai-t választva. A csoport mai napig is aktív, kevés tagot számlálva. Ideológialiag jobboldaliak az elődcsoporthoz hasonlóan. Közvetlen riválisuk nincs, régen feloszlásuk előtt az ESMTK szurkolóival volt konfliktus. Barátaik a csepeli futballcsapat ultrái, az Islander Division

## Játékoskeret
Utolsó módosítás: 2020. január 2.

| Mezszám       | Név                    | Nemzetiség | Születési hely | Születési idő (kor)  | Korábbi csapat |
| Kapusok       | Kapusok                | Kapusok    | Kapusok        | Kapusok              | Kapusok        |
| ------------- | ---------------------- | ---------- | -------------- | -------------------- | -------------- |
| 1             | Kertész Ferenc         | magyar     | Budapest       | 1991. október 10.    |                |
| 27            | Horváth Viktor         | magyar     |                |                      |                |
| 93            | Borek Norbert          | magyar     | Budapest       | 1993. július 29.     |                |
| 99            | Nagy Endre             | magyar     |                |                      |                |
| Védők         |                        |            |                |                      |                |
| 2             | Honti Attila           | magyar     | Budapest       | 1993. december 27.   |                |
| 7             | Ország Péter           | magyar     | Budapest       | 1986. szeptember 30. |                |
| 13            | Csiszár zoltán         | magyar     | Orosháza       | 1982. július 7.      |                |
| 4             | Pintér Olivér          | magyar     |                |                      |                |
| 17            | Bogdán Erik            | magyar     |                |                      |                |
| 18            | Ebedli Zoltán          | magyar     | Budapest       | 1983. december 3.    |                |
| 21            | Bozsoki Imre           | magyar     | Kaposvár       | 1989. április 6.     |                |
| Középpályások |                        |            |                |                      |                |
| 5             | Kónya Benjámin         | magyar     | Budapest       | 1994. május 18.      |                |
| 6             | Koós Gábor             | magyar     | Budapest       | 1986. február 9.     |                |
| 9             | Pallagi Botond         | magyar     | Budapest       | 1995. június 3.      |                |
| 11            | Németh Gábor           | magyar     | Budapest       | 1993. szeptember 28. |                |
| 14            | Pinér Nikolász         | magyar     | Budapest       | 1996. április 22.    |                |
| 19            | Gera Dávid             | magyar     | Makó           | 1997. február 28.    |                |
| 20            | Melczer Vilmos         | magyar     | Budapest       | 1986. február 25.    |                |
| Csatárok      |                        |            |                |                      |                |
| 8             | Kalmár Domonkos Balázs | magyar     |                | 1998. augusztus 11.  |                |
| 10            | Kelemen Patrik         | magyar     |                |                      |                |
| 12            | Mojzer György          | magyar     | Budapest       | 1990. április 30.    |                |
| 15            | Balázsovics Máté       | magyar     | Budapest       | 1996. január 8.      |                |
| 16            | Pál Szabolcs           | magyar     | Budapest       | 1988. január 14.     |                |

## Bajnoki eredmények
- 2019-20.: NB III Nyugati csoport (1. hely)
- 2018-19.: NB III Nyugati csoport (2. hely)
- 2017-18.: NB III Nyugati csoport (3. hely)
- 2016-17: NB III Nyugati csoport (2. hely)
- 2015-16: NB III Nyugati csoport (10. hely)
- 2014-15: Pest megyei I. osztály (1.hely)
- 2013-14: Pest megyei I. osztály (2. hely)
- 2012-13: NB III Duna csoport (8. hely)
- 2011-12: NB III Duna csoport (1.hely)
- 2010-11: NB III Duna csoport (9. hely)
- 2009-10: WINNERSPORT, NB III Duna csoport (3. hely)
- 2008-09: NB III Alföld csoport (8. hely)
- 2007-08: Pest megyei I osztály R-PC PLANET (3. hely)
- 2006-07: Pest megyei I osztály R-PC PLANET (9. hely)
- 2005-06: Pest megyei II osztály, VABU csoport (1.hely)
- 1999-2000: NB I/B (Érd eladta az indulási jogokat a Dabasnak, 17. hely)
- 1998-99: NB I/B (Érd: 8. hely)
- 1997-98: NB I/B (Érd: 5. hely)
- 1996-97: NB II Nyugati csoport (Érd: 3. hely)
- 1995-96: NB II Nyugati csoport (Érd: 11. hely)
- 1994-95: NB III Duna csoport (Bajnok az Érdi VSE!)
- 1993-94: NB III Duna csoport (Érd: 2. hely)
- 1992-93: NB III Duna csoport (Érd: 2. hely)

## Külső hivatkozások
- https://web.archive.org/web/20180805093230/http://www.xn--rdi-vse-9xa.hu/ – az egyesület hivatalos honlapja:
- http://www.erdi-vse.gportal.hu
- a csapat ultrái